# Bembix cameronis
Bembix cameronis  (лат.) — вид песочных ос рода Bembix из подсемейства Bembicinae (Crabronidae). Обнаружены в южной Африке: Лесото, Намибия, ЮАР (Western Cape). Среднего размера осы: длина тела около 2 см. Тело коренастое, чёрное с развитым жёлтым рисунком. Лабрум вытянут вперёд подобно клюву. Ассоциированы с растениями 7 семейств: Asteraceae (Athanasia trifurcata (L.) L., Athanasia filiformis L. f., Senecio rosmarinifolius L.f., Senecio pterophorus DC., Lasiospermum bipinnatum (Thunb.) Druce и Pteronia divaricata Less); Amaranthaceae (Hermbstaedtia sp.); Molluginaceae (Limeum argute-carinatum Wawra & Peyr.); Aizoaceae (Mesembryanthema, Psilocaulon spp. и «mesems»), Polygalaceae (Muraltia satureioides DC.); Fabaceae (Papilionoideae, Aspalathus pulicifolia (Dahlgren)); Plumbaginaceae (Limonium sp.). В качестве жертв отмечены мухи Bombyliidae (Systoechus sp.). Вид был впервые описан в 1893 году австрийским энтомологом Антоном Хандлиршом (Anton Handlirsch, 1865—1935) по материалам из Южной Африки, собранным П. Камероном (P. Cameron), в честь которого и был назван
.